# الرميلة (لوى)
الرميلة منطقة سكنية تقع في ولاية لوى، التابعة لمحافظة شمال الباطنة في سلطنة عمان. يقدر عدد سكانها بـ 1215 نسمة حسب إحصاء عام 2010 التابع للمركز الوطني للإحصاء والمعلومات الحكومي. رمز المنطقة هو 60340050.وفريق الرميله من الفرق الأهليه القوي برئاسة ماجد سماعيل 

## الوصلات الخارجية
- المركز الوطني للإحصاء والمعلومات، سلطنة عمان